# Karl Borromäus Frank
Karl Borromäus Frank , auch Karl B. Frank oder nur Karl Frank; Pseudonyme: Paul Hagen, Wilhelm Müller, Willi Müller, Josef, Maria, L.A. Gruber (* 31. Mai 1893 in Wien, Österreich-Ungarn; † 21. Mai 1969 in New Milford, Connecticut) war ein österreichisch-deutsch-amerikanischer politischer Publizist, Politiker und Psychoanalytiker. Politisch beheimatet war er anfangs bei den österreichischen und deutschen Kommunisten (KPÖ, KPD), später stand er der deutschen Sozialdemokratie (SPD) nahe.

## Leben
Der Sohn eines Kleinunternehmers trat mit 13 Jahren aus der katholischen Kirche aus. Nach dem durch seine Kriegsteilnahme 1914 bis 1916 zeitweise unterbrochenen Studium der Psychologie, Biologie und Philosophie an der Universität Wien promovierte er 1918 ebenda zum Dr. phil; durch das Fronterlebnis zum Kriegsgegner geworden, schloss er sich einer sozialistischen Studentengruppe an.
Nach dem Ersten Weltkrieg stand Frank dem Wiener Studentenkomitee vor, welches er auch im Wiener Arbeiterrat vertrat und trat 1919 der Kommunistischen Partei Österreichs (KPÖ) bei, in welcher er als Funktionär und Redaktionsmitglied der Parteizeitung Rote Fahne wirkte. Nach seiner Übersiedlung ins Deutsche Reich war Frank von 1920 bis 1924 Mitglied und Funktionär der KPD. In den frühen 1920er Jahren war Frank mit der Schriftstellerin Alice Herdan verheiratet, aus dieser Verbindung ging eine Tochter hervor. 1924 ging Frank, nachdem er in der Zeit des Hamburger Aufstandes zeitweise in Bayern tätig war und im Zusammenhang mit der Planung von Sabotageakten bis zu seiner Flucht bzw. Entlassung aus dem Gefängnis mehrmals inhaftiert war, nach Österreich zurück, wo er ebenso wie in Deutschland als Parteifunktionär aktiv war. 1926 bis 1929 war Frank in Deutschland wieder für die KPD tätig, so als Redakteur der Tageszeitungen Kämpfer (Chemnitz) und Volksblatt (Gotha) und des KPD-Pressedienstes; parteiintern wurde er in dieser Periode zur Strömung der „Versöhnler“ gezählt. 1928 war Frank in die Entführung des SPD-Funktionärs Wolfgang Schwarz verwickelt und wurde im Februar 1929 zu vier Monaten Haft verurteilt.
Nachdem er 1929 aus der Haft entlassen worden war, wurde Frank wegen der Abfassung eines die Parteiführung kritisierenden Flugblattes aus der KPD ausgeschlossen, trat der Kommunistischen Partei-Opposition (KPO) bei, deren Vorstand er angehörte, und schloss sich zugleich der klandestin in anderen Arbeiterparteien arbeitenden „Miles-Gruppe“ um Walter Loewenheim an, der Keimzelle der späteren Gruppe Leninistische Organisation/Neu Beginnen. 1932 trat er auf Veranlassung der „Miles-Gruppe“ zur neu gegründeten SAPD über, war Mitglied des Parteivorstandes und der Redaktion des Parteiblattes Sozialistische Arbeiterzeitung und leitete kurzzeitig die SAPD-nahe Selbstschutzorganisation Sozialistischer Schutzbund. Ende 1932 wurde Frank von der Berliner Bezirksleitung der SAPD aus der Partei ausgeschlossen, nachdem er den Anschluss der SAPD an SPD und Eiserne Front propagiert hatte. Der Parteivorstand konstatierte hierzu, dass der Beschluss des Berliner Bezirksvorstandes nicht statutengemäß zustande gekommen sei, ging der Frage allerdings nicht weiter nach, da Frank zwischenzeitlich einen Aufnahmeantrag in die SPD gestellt hatte. In der Zeit von 1929 bis 1933 war Frank in Berlin als politischer Journalist tätig; in diese Zeit fällt auch seine Ausbildung zum Psychoanalytiker.
Nach der NS-Machtergreifung ging Frank, der zwischenzeitlich der SPD wieder beigetreten war, 1933 nach Wien zurück, 1934 ins Exil nach Prag, wo er für die sozialistische Widerstands- und Emigrationsgruppe „Neu Beginnen“ als Sekretär tätig war.
Gemeinsame Merkmale der „Miles-Gruppe“ und von „Neu Beginnen“ waren, dass beide politische Gruppierungen in der SPD arbeiteten und darin Mitglieder des linken SPD-Flügels und ehemalige KPD-Mitglieder zusammengeführt wurden. Seit der Spaltung der Gruppe 1935 leitete Frank unter dem Pseudonym Wilhelm Müller die Exilstrukturen der Organisation, eng arbeitete er mit den Revolutionären Sozialisten Österreichs und dem (Neuen) Roten Stoßtrupp unter dessen Auslandsleiter Robert Keller zusammen. Gemeinsam bildeten alle drei Gruppen vorübergehend ein „Geheimes Kartell“ gegen die Exilparteileitung der SPD in Prag, der sie den Alleinvertretungsanspruch für die deutsche Sozialdemokratie sowie die Kontrolle über das teilweise ins Ausland gerettete Parteivermögen streitig machten.
Auf Prag folgten 1938/39 Paris und 1939/40 London, 1940 erfolgte die Übersiedlung in die USA, wo er bei den American Friends of German Freedom und leitend im Emergency Rescue Committee mitarbeitete. 1944 war Frank zusammen mit namhaften Sozialdemokraten, Linkssozialisten, Kommunisten und Linkskatholiken an der Gründung der Emigrantenorganisation „Council for a Democratic Germany“ beteiligt, welche in der Zeit ihres Bestehens (1944/45) Pläne für eine zukünftige Nachkriegsordnung in Deutschland und Europa entwickelte. Eigene Pläne hinsichtlich der Rolle eines besiegten Nachkriegsdeutschlands hatte Frank bereits 1943 in seinem Buch Deutschland nach Hitler („Germany after Hitler“) entworfen.
Nach 1945 blieb Frank, zumal ihm trotz des Einsatzes von Ernst Reuter die Einreise nach Deutschland zeitweise verweigert wurde, im Emigrationsland USA, wo er vor allem als Psychoanalytiker wirkte. Einer Partei schloss sich Frank, der sich weiterhin als Sozialist und Pazifist verstand, nicht mehr an, da er diese politische Form für nicht mehr zeitgemäß hielt.